# International Annealed Copper Standard
De International Annealed Copper Standard (IACS) is een standaard die in 1914 werd vastgesteld door het Ministerie van Handel van de Verenigde Staten.
Het is een empirisch bepaalde standaardwaarde voor de elektrische geleidbaarheid van commercieel verkrijgbaar koper.
Ergens rond 1913 werden verschillende kopermonsters van 14 belangrijke koper- en draadfabrikanten onderzocht door het toenmalige U.S. Bureau of Standards.
De gemiddelde weerstand van de monsters werd vastgesteld op 0,15292 Ω voor koperdraden met een massa van 1 gram met een uniforme doorsnede en een lengte van 1 meter bij 20 °C.
In de Verenigde Staten wordt dit meestal geschreven als 0,15292 ohm (meter, gram) at 20 °.
Duitsland stelde een kleine wijziging voor naar “0,15328 ohm (meter, gram) bij 20 °C”, wat overeenkomt met een elektrische geleidbaarheid van precies 58×106 S/m bij 20 °C.
Het Duitse voorstel werd in 1913 aangenomen door de International Electrotechnical Commission en vervolgens op 1 oktober 1914 gepubliceerd door het United States Department of Commerce als de International Annealed Copper Standard (IACS).
De standaard wordt meestal gebruikt in de specificatie van het geleidingsvermogen van andere metalen.
De geleidbaarheid van een bepaalde kwaliteit titanium (een slechte geleider) kan bijvoorbeeld worden gespecificeerd als 3% IACS, wat betekent dat de elektrische geleidbaarheid 3% is van koper zoals vastgelegd in de IACS.

## Kwaliteit van aluminiumlegeringen
Warmtebehandeling verandert de eigenschappen van een legering, hetgeen belangrijk is voor de gebruiker.
Meting van de elektrische geleidbaarheid van aluminiumlegeringen kan worden gebruikt om te controleren of de warmtebehandeling goed is uitgevoerd.
Zo moet de weerstand van een onderdeel gemaakt van aluminiumlegering “7075”, correct is behandeld volgens proces “T73” om bestendig te worden tegen spanningscorrosie, tussen 38,0 en 43,0 % IACS zijn.
De acceptatiecriteria voor elektrische geleidbaarheid van producten of halffabrikaten van smeedaluminiumlegeringen zijn opgenomen in AMS2658 Hardness and Conductivity Inspection of Wrought Aluminum Alloy Parts van SAE International.
Daarin worden de waarden gegeven met verwijzing naar de IACS.
Een methode voor het meten van elektrische geleidbaarheid is ASTM E 1004 Electromagnetic (Eddy-Current) Measurements of Electrical Conductivity van ASTM International.
Geleidbaarheidsmeters met directe uitlezing in %IACS zijn in de handel verkrijgbaar.